# Forte de São Gonçalo do Rio Vermelho
O Forte de São Gonçalo do rio Vermelho localizava-se na foz do rio Vermelho, a cerca de seis quilômetros ao norte do centro histórico de Salvador, no litoral do estado brasileiro da Bahia.

## História

### Antecedentes
Remonta a um primitivo reduto (Reduto do rio Vermelho) para proteção daquele ancoradouro, abandonado e em ruínas em 1759.

### O forte setecentista
A partir de 1798, durante o governo de D. Fernando de Aguiar, foi reconstruído (SOUZA, 1885:95) em alvenaria de pedra e cal sob a invocação de São Gonçalo (Forte de São Gonçalo), sendo artilhado com seis peças de ferro de calibre 6 libras e uma de 4 (BARRETTO, 1958:169). Figura em projeto da época (fins do século XVIII) como Novo Forte do Rio Vermelho, apresentando o desenho de um polígono irregular com treze canhoneiras e dependências de serviço sobre o terrapleno.

### O século XIX
Também conhecido como Forte do rio Vermelho, o seu desarmamento havia sido aconselhado em 1809 (SOUZA, 1885:95). Acredita-se que o autor tenha se baseado no "Parecer sobre a fortificação da Capital", do Brigadeiro José Gonçalves Leão, presidente da Junta encarregada pelo Governador da Bahia, naquele ano, de propor as obras necessárias para a defesa da península e do Recôncavo (in: ACCIOLI. Memórias Históricas da Bahia. Vol. VI. p. 179 e segs).
Foi percebida em 1859 pelo Imperador D. Pedro II (1840-1889), que registrou em seu diário de viagem:
"2 de Novembro - (...) Às 5 1/4 fui ao Rio Vermelho. O caminho é muito lindo, atravessando-se diversas chácaras, ainda que, pela maior parte, mal tratadas, e a praia de onde se descobre o forte de Santo Antônio da Barra, de um pitoresco majestoso. Estive perto das ruínas de um forte, achando-se ainda uma peça, aliás muito estragada, deixada no chão." (PEDRO II, 2003:180)
No contexto da Questão Christie (1862-1865), o "Relatório do Estado das Fortalezas da Bahia" ao Presidente da Provincia, datado de 3 de agosto de 1863, dá-o como nunca tendo sido concluído, citando:
"No lugar da costa assim denominado, distante duas mil braças da Fortaleza de Santo Antônio da Barra, existem sete lances de muralhas com o desenvolvimento de seiscentos e doze palmos, ligados e formando entre si cinco [ângulos] salientes e um reentrante, de alvenaria forte e bem conservada, que pareciam destinadas a formar um Reduto naquele ponto, cuja construção julgo ter sido sustada de modo que apresenta o perímetro incompleto para o lado do mar.
À exceção das referidas muralhas que podem ser aproveitadas, tudo o mais há por fazer." (ROHAN, 1896:51, 55-56)